# Капланский, Шломо
Шломо (Соломон) Капланский (ивр. שלמה קפלנסקי‎;
1884, Белосток, Гродненская губерния, Российская империя — 7 декабря 1950, Хайфа, Израиль) — деятель социалистического сионизма. Один из основателей и лидеров движения «Поалей Цион» и фонда «Керен ха-Йесод», делегат Всемирных сионистских конгрессов и член правления Всемирной сионистской организации, делегат Социнтерна, с 1932 года — директор Техниона.

## Биография
Родился в Белостоке в семье торговца Нахмана Капланского, получил традиционное еврейское образование, затем окончил гимназию. Уже в школьные годы был активистом палестинофильского движения и движения за изучение иврита. По завершении среднего образования, в 1903 году, поступил в Венскую высшую техническую школу, где с перерывами учился следующие десять лет, окончив её в 1912 году с дипломом инженера.
В Вене Капланский успел сблизиться с основателем политического сионизма Теодором Герцлем, который скончался в 1904 году. В первые годы жизни в Вене, вдохновляясь одновременно идеями возрождения еврейского народа и классовой справедливости, активно участвовал в организации рабочего сионистского движения. Когда в 1906 году в Австрии состоялся учредительный съезд австрийского отделения движения «Поалей Цион», Капланский был избран его председателем, а на следующий год участвовал в создании Всемирного союза «Поалей Цион». В рамках «Поалей Цион» разворачивалась идейная дискуссия Капланского с Бером Бороховым, для которого национальная составляющая социалистического сионизма была вторичной по отношению к социально-классовой.
В Кракове, в этот период входившем в состав Австро-Венгрии, Капланский издавал газету движения «Поалей Цион» «Дер Идишер Арбайтер» — вначале на немецком языке, а затем на идише, а также регулярно публиковался в еженедельнике «Ди Вельт» — центральном органе Всемирной сионистской организации. В 1907 году был избран делегатом XVIII Всемирного сионистского конгресса от рабочего сионистского движения и в дальнейшем участвовал в работе всех конгрессов вплоть до XIX. Капланский также представлял Всемирный союз «Поалей Цион» на конгрессах Второго интернационала и Социалистического рабочего интернационала.
Когда руководству Всемирной сионистской организации была предложена идея о создании в Палестине еврейского кооперативного хозяйства по методу Оппенгеймера, эта идея натолкнулась на отсутствие средств, сбором которых среди членов «Поалей Цион» в Галиции занялся Капланский. Ему удалось собрать необходимую сумму, благодаря чему было основано кооперативное поселение Мерхавия. Успех этого начинания способствовал созданию в 1910 году Фонда рабочих Земли Израильской (ивр. קופת פועלי ארץ-ישראל — קפא"י‎), целью которого был сбор средств среди евреев разных стран в поддержку структур ишува в Палестине (больничного фонда, биржи труда, рабочих кухонь и т. д.)
По окончании Венской высшей технической школы Капланский приехал в Палестину по делам фонда и остался там, получив место преподавателя математики и физики в еврейской гимназии «Герцлия» в Тель-Авиве. С 1913 по 1919 год занимал пост секретаря по поселенческой работе в правлении Еврейского национального фонда, во время Первой мировой войны проживая на нейтральной территории в Гааге и добиваясь поддержки еврейского рабочего движения в Социнтерне. В 1915 году издал в Германии книгу «Евреи на войне». С 1919 по 1921 год возглавлял финансово-экономический совет Всемирной еврейской организации в Лондоне, завязав тесные связи с руководством рабочего движения Великобритании. В 1920 году входил в число основателей «Керен ха-Йесод», главного финансового органа Всемирной сионистской организации.
В 1923 году вышла на немецком языке книга Капланского «Вопросы заселения Земли Израильской». На следующий год он был назначен директором поселенческого управления еврейской администрации в Иерусалиме и вернулся в Палестину, где осел уже на постоянной основе. С 1929 по 1931 год снова входил в правление Всемирной сионистской организации в Лондоне. В 1930 году была издана книга Капланского «Развитие еврейского национального дома» на английском языке, а на следующий год — «Реальность и возможности в Палестине» на немецком.
В 1932 году занял пост директора Техниона в Хайфе, в это время преобразованного из профессионального училища в политехнический институт. Несмотря на постоянную нехватку средств, в годы руководства Капланского была значительно расширена академическая программа Техниона, что в свою очередь привело к росту финансирования. В дальнейшем Капланскому была присвоена Технионом почётная докторская степень.
После раскола в рабочем движении еврейского ишува Капланский присоединился к Объединённой рабочей партии (МАПАМ). Участвовал в движении за улучшение еврейско-арабских отношений, а позже возглавлял Лигу израильско-советской дружбы. В 1934 году был издан на идише сборник очерков, ранее вошедших в немецкое издание «Реальность и возможности», а в 1950 году эта книга была опубликована на английском языке.
Шломо Капланский был женат на Гертруде Манхайм. В этом браке родились двое детей — Рафаэль и Шломит. Капланский скончался в больнице им. Ротшильда в Хайфе в декабре 1950 года и был похоронен в Мерхавии.